# Bert Hall

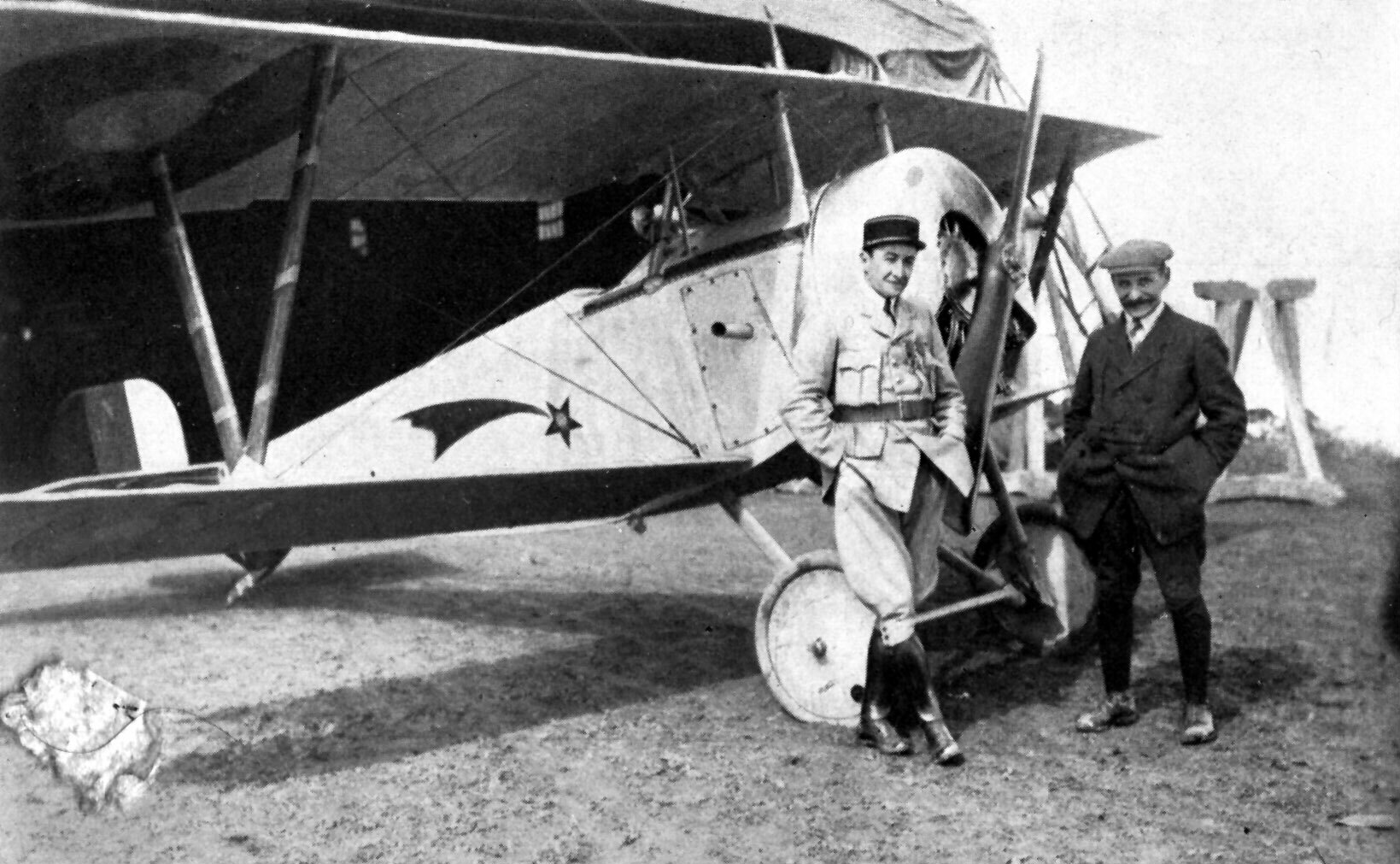
Bert Hall och en Nieuport 11

Bert Hall född 7 november 1885 i Higginsville Missouri död 6 december 1948 i Fremont Ohio, var en amerikansk filmregissör, skådespelare, författare och en frivillig stridspilot i Frankrike under första världskriget.
Hall blev en av USA:s första stridspiloter när han anslöt sig till frivilligförbandet Escadrille Lafayette i Frankrike under första världskriget. Bland de övriga flygarna vid förbandet fick han namnet Soldier of Fortune eftersom han som regel lyckades komma åter efter en strid helskinnad även om flygplanet var träffat med ett stort antal kulor. Han segrade i fyra luftdueller. 1918 skrev han boken En L'air som filmades samma år under namnet A Romance of the Air. Hall medverkade som skådespelare och spelade sig själv som löjtnant Hall. Året efter omarbetade han manuset och gav föreställningar på olika teatrar efter bokens berättelse.  1922 producerade och spelade han in stumfilmen Border Scouts som delvis bygger på händelser från första världskriget.